# Català a l'Aragó
A la Franja de Ponent s'utilitza la llengua catalana en el bloc lingüístic del català occidental. Els primers testimoniatges explícits sobre la presència del català a la Franja són de mitjans el segle xvi. La llengua compta amb reconeixement oficial i explícit des de la Llei de Patrimoni Cultural d'Aragó (1999), però especialment des de la Llei de Llengües de 2009.
De tots els territoris que conformen els Països Catalans, la Franja és el territori on el coneixement oral del català és el més universalitzat. El saben parlar 42.000 persones, el 88,8% de la població adulta, tot i que en aquest territori aragonès no és una llengua oficial i que hi té una presència quasi nul·la pel que fa a l'administració i els actes públics en general, limitada gairebé només a l'ensenyament (en què es pot estudiar com a assignatura optativa). La llei de llengües d'Aragó té entre altres finalitats regularitzar aquest aspecte.
Aquesta llei ha estat aprovada a finals de 2009, malgrat les protestes i recollides de firmes a l'Aragó en contra que el català hi sigui cooficial. Un dels arguments és sobre el nom de la llengua: "tot i que els dialectes parlats a la Franja de Ponent s'assemblen molt al català, l'idioma parlat a la Franja de Ponent s'hauria de dir aragonès perquè es parla a l'Aragó".
- Dictamen de la Comisión especial de estudio sobre la política lingüística en Aragón. (castellà)
- Avantprojecte de la Llei de Llengües d'Aragó Arxivat 2007-04-23 a Wayback Machine. (castellà)
- Municipis de predomini lingüístic català segons l'avantprojecte de la Llei de llengües (català)
- Proposta d'adscripció lingüística dels municipis de la Franja Arxivat 2007-09-29 a Wayback Machine. i propostes de grafia Arxivat 2007-09-27 a Wayback Machine. (català)

- Varietats lingüístiques de l'Aragó
- Predominis lingüístics de l'Aragó segons la Llei

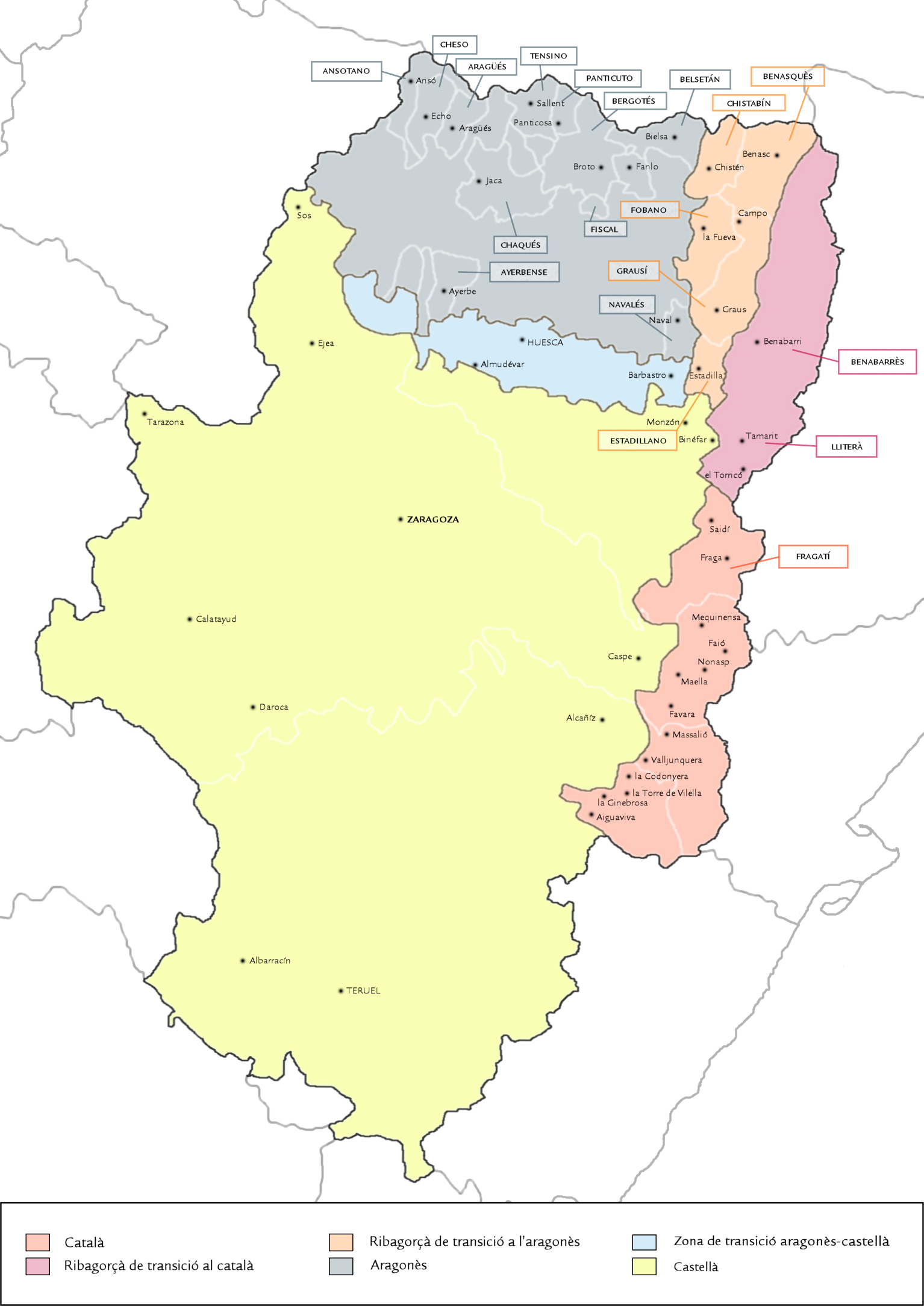

El novembre de 2016 alguns ajuntaments d'aquesta zona aprovaren als plens declarar el català llengua d'ús preeminent als seus municipis. Aquesta declaració anava dirigida a fer que la Direcció General de Política Lingüística del Govern d'Aragó elaborara un mapa lingüístic.
Finalment, la Llei 2/2016 d'Aragó en el seu article 35 es modifica la legislació prèvia per indicar que L'aragonès i el català d'Aragó, en què estan incloses les seves varietats dialectals, són les llengües i modalitats lingüístiques pròpies a què es refereix l'article 7 de l'Estatut d'Autonomia d'Aragó.  A partir d'aquesta Llei, l'any 2018 es va crear l'Institut Aragonès del Català com a òrgan del Govern d'Aragó en l'àmbit de la llengua catalana a l'Aragó.
Com un dels primers resultats de la constitució d'aquest organisme, el 13 de març de 2023 es va publicar al Butlletí Oficial d'Aragó, l'acord normatiu de l'Acadèmia Aragonesa de la Llengua sobre la norma d'ús oficial del català d'Aragó. L'acord estableix que el model normatiu a aplicar al català d'Aragó serà el de l'Institut d'Estudis Catalans, així com el de l'Acadèmia Valenciana de la Llengua tant per la proximitat dialectal com pel fet d'inscriure's en el model de la llengua comuna. El 2024, però el govern tenia intencions de deixar de considerar tant el català com l'aragonès llengües pròpies de l'Aragó.

## Introducció
La tradició dels dialectològics hispànics des del segle xix no reconeix l'existència d'una unitat en els dialectes de la Franja de Ponent, sinó que s'enquadren dins del català nord-occidental sota la denominació del qual s'acullen tant el pallarés com el ribagorçà. Aquesta zona catalanoparlant està inclosa dins de les comarques de la Ribagorça, la Llitera, el Baix Cinca, Baix Aragó-Casp, Baix Aragó i Matarranya.
La llengua catalana a Aragó sol ser denominada amb aquest glotònim -català- també per bona part dels seus propis parlants, encara que és comú emprar gentilicis locals per denominar a la seva parla pròpia, com per exemple fragatí, tamarità, maellà, etc.
Els habitants de la Franja de Ponent són els frangencs tot i que habitualment és substituït per gentilicis compostos com catalanoaragonesos o catalanoparlants d'Aragó, i altres de més locals com ara fragatins, ribagorçans, lliterans o matarranyenc
En la següent taula veiem com denominen la llengua a la Franja de Ponent: (Termes: Localisme: Fragatí (9,9%) - Mequinensà (3,5%); Pejoratiu: Xapurriau)
| Denominació de la llengua | Denominació de la llengua | Denominació de la llengua |
|                           | 2004                      | 2014                      |
| ------------------------- | ------------------------- | ------------------------- |
| Català                    | 20,6 %                    | 45,6 %                    |
| Localisme                 | 35,6 %                    | 27,7 %                    |
| Pejoratiu                 | 43,8 %                    | 26,7 %                    |

## Reconeixement legal

Zona de parla catalana
Zona on és parla benasquès, dialecte de transició entre el català i l'aragonès

La Declaració de Mequinensa, l'1 de febrer de 1984 va ser el primer pas cap a la protecció legal del català a la Franja. Va fer possible la creació d'una assignatura voluntària per al seu aprenentatge a nivell escolar.
La Llei de Llengües d'Aragó de 2009 defineix que l'aragonès i el català són "llengües pròpies originals i històriques" de l'Aragó. Encara que aquesta llei no declara explícitament l'oficialitat d'aquests idiomes, tal com preveia que ho faria la llei de llengües, segons disposava la Llei de Patrimoni Cultural Aragonès de 1999.
El 2001, el govern de coalició PSOE-PAR va promoure una Llei de llengües de la qual només es va arribar a redactar un avantprojecte que incloïa en el seu annex II un llistat de municipis que es declaraven d'utilització predominant del català. Aquesta llei era conseqüència del dictamen d'una comissió especial d'estudi de les Corts d'Aragó sobre la política lingüística a Aragó, que va oferir les seves conclusions al novembre de 1997 i entre les quals s'incloïa l'al·lusió explícita a l'existència a Aragó de tres llengües: el castellà, l'aragonès i el català ("utilitzat en forma de varietats locals diverses com a instrument habitual de comunicació eminentment oral a les zones limítrofes amb Catalunya, zona compacta constituïda per la Ribagorça, La Llitera, el Baix Cinca i part del Baix Aragó")
Llista dels municipis que es declaren d'utilització predominant del català segons l'annex II de l'avantprojecte de Llei de Llengües del 2001:
- Província d'Osca: Albelda, El Campell, El Torricó, Arenys de Lledó, Sanui i Alins, Baells, Valldellou, Benavarri, Bonansa, Camporrells, Castigaleu, Castellonroi, Estopanyà, Fraga, Isàvena, Lasquarri, Les Paüls, Monesma i Queixigar, Montanui, Peralta d'Alcofea, El Pont de Montanyana, Sant Esteve de Llitera, Sopeira, Tamarit de Llitera, Tremuja, Tor-la-Ribera, Torrent de Cinca, Vilella de Cinca, Vensilló, Beranui, Viacamp i Lliterà i Saidí
- Província de Terol: Aiguaviva de Bergantes, Arenys de Lledó, Beseit, Bellmunt de Mesquí, Calaceit, La Canyada de Beric, La Sorollera, La Codonyera, Queretes, Fórnols de Matarranya, La Freixneda, Fondespatla, La Ginebrosa, Lledó d'Algars, Massalió, Mont-roig de Tastavins, Pena-roja, La Portellada, Ràfels, Torredarques, La Torre del Compte, La Torre de Vilella, Vall-de-roures, La Vall de Tormo i Valljunquera
- Província de Saragossa: Favara de Matarranya, Faió, Maella, Mequinensa i Nonasp

Encara que l'any 2013 el govern del PP i el PAR a Aragó va aprovar una nova llei de modalitats lingüístiques sense atorgar a les mateixes cap caràcter oficial, després de l'ascens a la presidència d'Aragó del socialista Javier Lambán a l'any 2015, es va anunciar la recuperació de la legislació de 2009. D'acord amb la portaveu del Partit Popular a l'Aragó, María José Ferrando, aquesta legislació suposaria una «cooficialitat vetllada» d'elevada despesa econòmica, i va manifestar que dels 45.000 aragonesos parlants de les «varietats dialectals de la zona oriental», el 75% rebutja la cooficialitat del català, segons un estudi parcial de la Universitat de Saragossa.

## Aspectes lingüístics

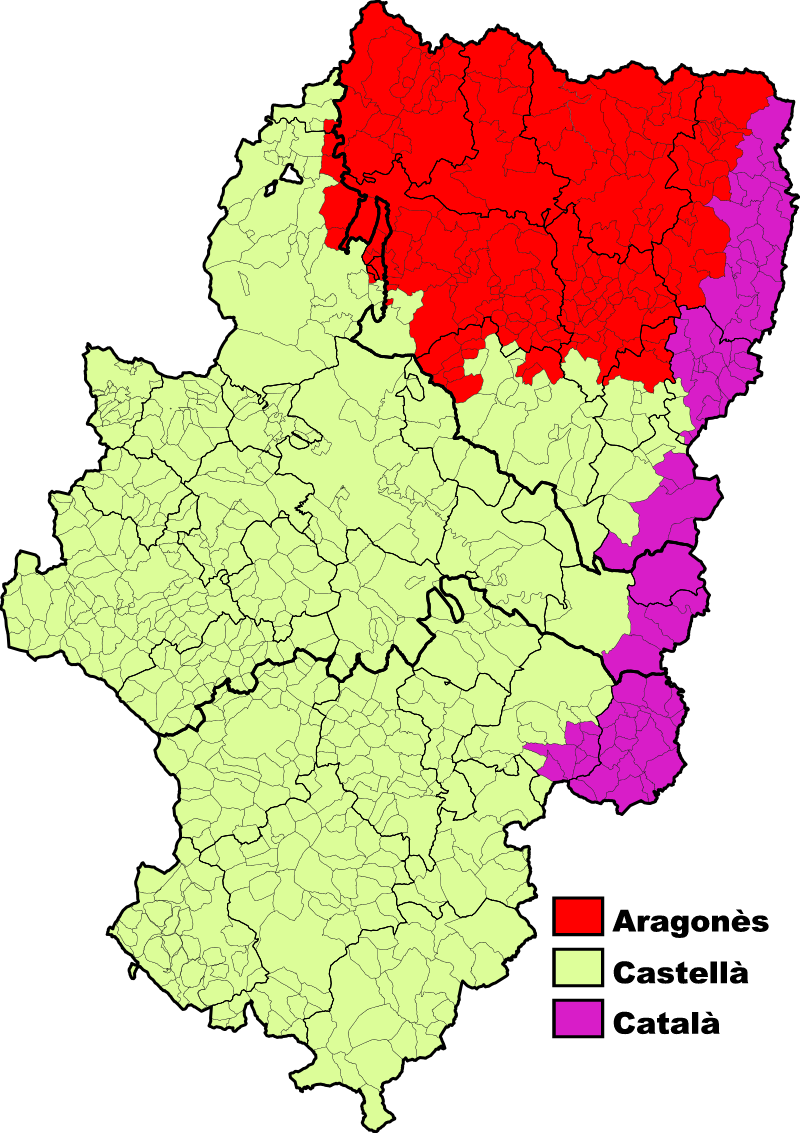
Llengües d'Aragó

El català que es parla a la Franja de Ponent, tot i estar administrativament a l'Aragó forma part del bloc occidental del català, concretament està classificat al dialecte nord-occidental. El català que s'hi parla no té cap diferencia del català parlat a Catalunya, tot i que presenta alguns castellanismes. Hi ha una clara correspondència amb el consonantisme català, el sistema vocàlic, l'ús de la forma de l'article masculí «lo», i el vocabulari propi dels dialectes citats.
El català de la franja mostra aspectes de continuïtat dialectal amb l'aragonès del nord, i reflecteix al seu torn elements tant de la castellanització, com de singularitats locals i comarcals, en tractar-se d'un territori fonamentalment rural i on no s'ha impartit mai l'ensenyament del català normatiu.
És a la província d'Osca on es dona el major nombre d'aquests fenòmens de particularisme lingüístic, que porten en alguns casos a permetre emparentar les parles locals d'aquesta zona amb les de transició de la Ribagorça occidental, com la palatalització de la consonant lateral dels grups /pl-/, /bl-/, /fl-/, /kl-/, l'ús de /ch/ per a J- o G+i, G+i, o les formes de l'imperfecte -eba / -iba.
Més al sud destaca el cas del municipi saragossà de Maella, el qual el filòleg Joan Coromines va considerar com a illa dialectal, on es manté el resultat de la /ch/ i es emplea una i oberta (especialment distintiva en el cas de la a en llengua escrita), entre altres peculiaritats.
Ja a la província de Terol cal destacar les modalitats d'Aiguaviva (Terol) i La Ginebrosa, amb uns trets considerats en alguns casos com a arcaïtzants. Les modalitats terolenques modernament reben el nom de «valencià de transició». Al sud-est de la província de Terol, en la part limítrofa amb Castelló i el Racó d'Ademús, les comarques de Gúdar-Javalambre i el Maestrat aragonès, pobles com Rubiols de Mora, Olba, Cantavella o Mosquerola parlen el dialecte de transició conegut com a «xurro» o «segorbí» que incorpora el lèxic del valencià del Maestrat al castellà, amb marcats girs aragonesos. Aquesta parla és comuna al l'interior de Castelló i a les localitats més orientals de Gúdar-Javalambre i el Maestrat aragonès, en contrast amb les occidentals, on no s'ha adoptat amb prou feines lèxic català.

### Varietats parlades
- Català ribagorçà
- Català nord-occidental
- Valencià de transició

## Ús lingüístic
L'any 2004 es van realitzar dues enquestes sobre usos lingüístics de la llengua catalana a la Franja de Ponent, un per part de l'Institut Aragonès d'Estadística i un altre per part de la Secretaria de Política Lingüística de la Generalitat de Catalunya. Els dos estudis tenen un àmbit d'actuació diferents, doncs la Generalitat se centra únicament en els municipis considerats catalanoparlants, mentre que el de l'Institut Aragonès d'Estadística estudia tots els municipis de les cinc comarques (la Ribagorça, La Llitera, Baix Cinca, Aragó-Casp i Matarranya) on existeix presència del català, inclosos municipis considerats monolingües (o gairebé) castellans.
Segons la Generalitat de Catalunya, el català és la llengua habitual del 73,6 % de la població dels municipis on existeix presència del català, el castellà ho és del 22,3 % i un 3,5 % de la població té les dues com a llengua habitual. Extrapolant les dades a l'univers poblacional, compte 29.023 persones amb el català com a llengua habitual, 8.819 que tenen el castellà i 1.363 ambdues per igual. Es va utilitzar una mostra de 869 individus, entrevistats per telèfon entre desembre de 2003 i gener de 2004.
Segons l'Institut Aragonès d'Estadística, el castellà és la llengua habitual del 49,0 % de la població de les comarques orientals, el català ho és del 47,1 % i un 3,1 % de la població té les dues com a llengua habitual. Extrapolant les dades a l'univers poblacional, es té 32.092 persones amb el castellà com a llengua habitual, 30.860 que tenen el català i 2.004 amb ambdues per igual. Es va utilitzar una mostra de 1.351 individus, entrevistats per via telefònica entre desembre de 2003 i gener de 2004.

### Llengua habitual per comarques
En aquesta taula apareix desglossat per comarques el percentatge de la població que té com a llengua habitual el castellà o el català, segons l'Institut Aragonès d'estadística. L'estudi de la Generalitat de Catalunya no apareixen desglossats els usos lingüístics per comarques, per la qual cosa no apareixen dades d'aquesta enquesta en aquesta secció.
| Segons l'Institut Aragonès d'Estadística (2003) | Segons l'Institut Aragonès d'Estadística (2003) | Segons l'Institut Aragonès d'Estadística (2003) | Segons l'Institut Aragonès d'Estadística (2003) | Segons l'Institut Aragonès d'Estadística (2003) |
| Llengua                                         | Català                                          | Castellà                                        | Català i Castellà                               | Altres                                          |
| ----------------------------------------------- | ----------------------------------------------- | ----------------------------------------------- | ----------------------------------------------- | ----------------------------------------------- |
| Total Comarques Orientals                       | 47,1 %                                          | 49,0 %                                          | 3,1 %                                           | 0,8 %                                           |
| Ribagorça                                       | 38,3 %                                          | 55,3 %                                          | 4,9 %                                           | 1,5 %                                           |
| Llitera                                         | 34,5 %                                          | 61,9 %                                          | 2,5 %                                           | 1,1 %                                           |
| Baix Cinca                                      | 57,0 %                                          | 39,6 %                                          | 2,8 %                                           | 0,6 %                                           |
| Baix Aragó-Casp                                 | 32,3 %                                          | 65,4 %                                          | 1,9 %                                           | 0,4 %                                           |
| Matarranya                                      | 83,5 %                                          | 12,1 %                                          | 4,1 %                                           | 0,4 %                                           |

Segons l'Institut Aragonès (poc favorable al català): El català és utilitzat com a llengua habitual més que el castellà al Matarranya i al Baix Cinca, mentre que el castellà és més utilitzat que el català al Baix Aragó-Casp, La Llitera i Ribagorça. cal assenyalar que excepte a la comarca de Matarranya, en les altres quatre es troben englobats municipis monolingües en castellà.

### Comprensió del català segons naixement (2003) -Govern d'Aragó
| Coneixement Català segons naixement - Govern d'Aragó | Conjunt de la Franja de Ponent | Conjunt de la Franja de Ponent | Per comarques: | Per comarques: | Per comarques: | Per comarques: | Per comarques: | Per comarques: | Per comarques: | Per comarques: | Per comarques: | Per comarques: |
| Coneixement Català segons naixement - Govern d'Aragó | Conjunt de la Franja de Ponent | Conjunt de la Franja de Ponent | Ribagorça      | Ribagorça      | La Llitera     | La Llitera     | Baix Cinca     | Baix Cinca     | Baix Aragó     | Baix Aragó     | Matarranya     | Matarranya     |
| Coneixement Català segons naixement - Govern d'Aragó | Si                             | No                             | Si             | No             | Si             | No             | Si             | No             | Si             | No             | Si             | No             |
| ---------------------------------------------------- | ------------------------------ | ------------------------------ | -------------- | -------------- | -------------- | -------------- | -------------- | -------------- | -------------- | -------------- | -------------- | -------------- |
| Franja de Ponent                                     | 42.690                         | 3.867                          | 6.854          | 622            | 9.871          | 906            | 13.819         | 833            | 6.129          | 1.445          | 6.018          | 61             |
| Percentatge                                          | 73,0%                          | 60,0%                          | 73,6%          | 51,8%          | 67,4%          | 62,2%          | 77,4%          | 67,2%          | 68,0%          | 58,9%          | 79,0%          | 68,3%          |
| Resta d'Aragó                                        | 4.517                          | 1.285                          | 817            | 231            | 1.246          | 370            | 547            | 60             | 1.559          | 624            | 349            | 0              |
| Percentatge                                          | 7,7%                           | 19,9%                          | 8,8%           | 19,3%          | 8,5%           | 25,4%          | 3,1%           | 4,8%           | 17,35%         | 25,4%          | 4,6%           | 0,0%           |
| Resta d'Espanya                                      | 10.646                         | 1.185                          | 1.529          | 272            | 3.297          | 181            | 3.376          | 347            | 1.282          | 386            | 1.161          | 0              |
| Percentatge                                          | 18,2%                          | 18,4%                          | 16,4%          | 22,6%          | 22,5%          | 12,4%          | 18,9%          | 28,0%          | 14,2%          | 15,7%          | 15,3%          | 0,0%           |
| Total Gent                                           | 58.446                         | 6.441                          | 9.316          | 1.201          | 14.642         | 1.456          | 17.864         | 1.240          | 9.010          | 2.454          | 7.614          | 89             |

## Ús lingüístic segons la Generalitat de Catalunya a la Franja
Les taules que veureu a continuació corresponen a un estudi de la Generalitat de Catalunya de l'any 2014 sobre la llengua catalana a la Franja de Ponent. L'estudi s'anomena Els usos lingüístics a la Franja, 2014 a Barcelona, 14 de juny de 2017.

### Coneixement de l'idioma
Segons la Generalitat de Catalunya, el 98,5 % de la població dels municipis considerats com a catalanoparlants comprèn el català, el 88,8 % sap parlar català, el 72,9 % sap llegir-ho i el 30,3 % sap escriure-ho.
| Coneixement de l'idioma - 2014 | Coneixement de l'idioma - 2014 | Coneixement de l'idioma - 2014 |
| Comprensió                     | Si                             | No                             |
| ------------------------------ | ------------------------------ | ------------------------------ |
| Oral                           | 98,5 %                         | 1,5 %                          |
| Escrita                        | 72,9 %                         | 27,1 %                         |
| Expressió                      | Si                             | No                             |
| Oral                           | 88,8 %                         | 11,2 %                         |
| Escrita                        | 30,3 %                         | 69,7 %                         |

### Ús del català, 2004-2014
| Ús del Català | Ús del Català | Ús del Català |
| Llengua       | 2004          | 2014          |
| ------------- | ------------- | ------------- |
| Català        | 64,4 %        | 50,3 %        |
| Castellà      | 35,2 %        | 46,1 %        |
| Altres        | 0,4 %         | 3,7 %         |

### Tipus de coneixement del català segons edat
| Coneixement de Català - 2014 | Coneixement de Català - 2014 | Coneixement de Català - 2014                     | Coneixement de Català - 2014 |
| Edat                         | Molt Baix-Baix               | Sap parlar però llegeix i escriu amb dificultats | Alt en totes les habilitats  |
| ---------------------------- | ---------------------------- | ------------------------------------------------ | ---------------------------- |
| De 15 a 29 anys              | 41,6 %                       | 15,4 %                                           | 43,0 %                       |
| De 33 a 44 anys              | 40,3 %                       | 26,8 %                                           | 32,9 %                       |
| De 45 a 64 anys              | 28,0 %                       | 47,0 %                                           | 25,1 %                       |
| 65 anys o més                | 24,1 %                       | 58,5 %                                           | 17,4 %                       |

### Evolució del català, 2004-2014
| Evolució del Català       | Evolució del Català | Evolució del Català | Evolució del Català | Evolució del Català |
| Coneixement               | 2004                | 2004                | 2014                | 2014                |
| ------------------------- | ------------------- | ------------------- | ------------------- | ------------------- |
| L'Entén                   | 98,5 %              | 38.853              | 93,9 %              | 38.059              |
| El sap parlar             | 88,8 %              | 35.031              | 80,4 %              | 32.592              |
| El sap llegir             | 72,9 %              | 28.740              | 75,3 %              | 30.497              |
| El sap escriure           | 30,3 %              | 11.936              | 41,8 %              | 16.852              |
| Població de 15 anys o més | 100 %               | 42.081              | 100 %               | 42.081              |

### Evolució en àmbits, 2004-2014
| Llengua         | 2004           | 2004     | 2004          | 2014           | 2014     | 2014          |
| Llengua         | Inicial (Casa) | Habitual | Identificació | Inicial (Casa) | Habitual | Identificació |
| --------------- | -------------- | -------- | ------------- | -------------- | -------- | ------------- |
| Català          | 71,1 %         | 73,6 %   | 66,6 %        | 52,2 %         | 49,6 %   | 50,7 %        |
| Castellà        | 26,6 %         | 22,4 %   | 29,9 %        | 33,8 %         | 40,6 %   | 40,6 %        |
| Català-Castellà | 1,8 %          | 3,5 %    | 3,3 %         | 11,6 %         | 0,1 %    | 0,2 %         |
| Altres          | 0,4 %          | 0,6 %    | 0,3 %         | 2,5 %          | 6,3 %    | 2,7 %         |

### Llengua segon edat i situació
| Llengua segon edat i situació - 2014 | Llengua segon edat i situació - 2014 | Llengua segon edat i situació - 2014 | Llengua segon edat i situació - 2014 | Llengua segon edat i situació - 2014 | Llengua segon edat i situació - 2014 | Llengua segon edat i situació - 2014 | Llengua segon edat i situació - 2014 | Llengua segon edat i situació - 2014 |
| ------------------------------------ | ------------------------------------ | ------------------------------------ | ------------------------------------ | ------------------------------------ | ------------------------------------ | ------------------------------------ | ------------------------------------ | ------------------------------------ |
| Llengua                              | De 15 a 29 anys                      | De 15 a 29 anys                      | De 30 a 44 anys                      | De 30 a 44 anys                      | De 45 a 64 anys                      | De 45 a 64 anys                      | 65 anys o més                        | 65 anys o més                        |
| Llengua                              | Inicial (Casa)                       | Habitual                             | Inicial (Casa)                       | Habitual                             | Inicial (Casa)                       | Habitual                             | Inicial (Casa)                       | Habitual                             |
| Català                               | 34,0 %                               | 32,3 %                               | 42,0 %                               | 35,9 %                               | 59,8 %                               | 55,9 %                               | 68,4%                                | 70,9 %                               |
| Castellà                             | 42,3 %                               | 55,4 %                               | 33,1 %                               | 49,5 %                               | 31,3 %                               | 34,6 %                               | 31,0 %                               | 26,2 %                               |

### Futur del català a la Franja
| Percepció sobre l'ús del català | Percepció sobre l'ús del català | Percepció sobre l'ús del català | Percepció sobre l'ús del català | Percepció sobre l'ús del català |
| Percepció                       | 2004                            | 2004                            | 2014                            | 2014                            |
| Percepció                       | Ús fa 5 anys                    | Ús d'aquí 5 anys                | Ús fa 5 anys                    | Ús d'aquí 5 anys                |
| ------------------------------- | ------------------------------- | ------------------------------- | ------------------------------- | ------------------------------- |
| Més                             | 17,2 %                          | 17,2 %                          | 17,1 %                          | 13,1 %                          |
| Igual                           | 59,2 %                          | 52,4 %                          | 63,6 %                          | 64,9 %                          |
| Menys                           | 23,7 %                          | 30,5 %                          | 19,3 %                          | 22,0 %                          |

## Literatura
La tradició literària catalana a l'Aragó, sobretot a la Franja, és recent però no per això poc rellevant, i és destacables escriptors com:
- Desideri Lombarte i Arrufat (Pena-roja, 1937 - Barcelona, 1989)
- Jesús Montcada (Mequinensa, 1 de desembre de 1941 - Barcelona, 13 de juny de 2005)
- Josep Galan i Castany (Fraga, 1948 - 2005)
- Hèctor Moret Coso (Mequinensa, 22 de març de 1958)
- Francesc Serés (Saidí, 1972)

## Reconeixement del català a la Franja de Ponent
La majoria d'institucions acadèmiques (Promotora Espanyola de Lingüística, Ethnologue), enciclopèdies (Gran Enciclopèdia Aragonesa o l'Enciclopèdia Catalana), institucions culturals (Institució Ferran el Catòlic, Institut d'Estudis Altaragonesos, Institut d'Estudis Terolencs, Institut d'Estudis Catalans, Institut d'Estudis Ilerdencs, Reial Acadèmia de les Bones Lletres de Barcelona, Coordinadora de Centres d'Estudis de Parla Catalana (CCEPC), Institut Ramon Muntaner) consideren que a la Franja de Ponent s'hi parla català i que hauria d'ésser oficial.
També hi ha diversificació d'opinions en altres sectors:

### Segons acadèmics i experts

#### Partidaris
Dinou acadèmics de l'Acadèmies de la Història i de la Llengua Castellana van signar un document a títol personal, no aprovat pels plens d'ambdues acadèmies, en el qual s'esmenta el català de la Franja, però no delimita en quines poblacions es parla el català:
| « | Els signants, membres de les Acadèmies Espanyola i de la Història, havent conegut la peculiar controvèrsia que durant mesos passats s'ha fet pública en diversos òrgans de premsa valencians, sobre l'origen de la llengua parlada en la major part de les comarques del País Valencià, ia petició de persones interessades en que donem a conèixer la nostra opinió sobre aquest assumpte, científicament aclarit des de fa molts anys, desitgem expressar, d'acord amb tots els estudiosos de les llengües romàniques: Que el valencià és una variant dialectal del català. És a dir, de l'idioma parlat a les illes Balears, a la Catalunya francesa i espanyola, a la Franja de Ponent, en la major part del País Valencià, al Principat d'Andorra i a la ciutat de l'Alguer. Per tot això, ens causa sorpresa veure aquest fet ja públicament en dubte i encara asprament impugnat, per persones que clarament utilitzen els seus propis prejudicis com a font d'autoritat científica, mentre pretenen ridiculitzar i fins i tot insultar personalitats que, per la seva sencera tasca, mereixen el respecte de tots i en primer lloc el nostre. Es fa fàcil suposar que després d'aquestes posicions negatives s'oculten consideracions i propòsits que en res es relacionen amb la veritat d'un fet prou clar per a la filologia i per a la història. És culturalment aberrant tot intent -com el que contemplem- de desmembrar el País Valencià de la comunitat idiomàtica i cultural catalana, per la qual, com a escriptors i intel·lectuals espanyols, no tenim sinó respecte i admiració, dins del qual el País Valencià ha tingut i té un lloc tan rellevant. Dámaso Alonso, Jesús Pabón, Antonio Buero Vallejo, Tomás Navarro, Pedro Laín Entralgo, José María Pemán, Vicente Aleixandre, Fernando Lázaro Carreter, Alonso Zamora Vicente, Salvador de Madariaga, Marquès de Lozoya, Miquel Batllori, Camilo José Cela, Rafael Lapesa, Manuel Alvar i José Antonio Maravall. | » |

Els acadèmics consideren que a la Franja de Ponent es parla català, però no delimiten en quines localitats. En obres individuals d'aquests acadèmics es llegeix que la llengua parlada a la Franja és un parla fronterera, de transició entre l'idioma aragonès i l'idioma català (vegi els manuals de Rafael Lapesar Melgar, Història de la Llengua Espanyola, Alonso Zamora Vicente, Dialectologia Espanyola, i Manuel Alvar López, El dialecte aragonès i Estudis sobre el dialecte aragonès).
Altres acadèmics i experts són:
- Carmen Alcover Pinos (Mazaleón, 1952)
- Manuel Alvar López (Benicarló, 8 de juliol de 1923 – Madrid, 13 d'agost de 2001): filòleg, dialectòleg i catedràtic.
- María Luisa Arnal Purroy (Albelda): filòloga i professora.
- María Pilar Benítez Marco (Saragossa, 1964): doctora en Filologia Hispànica, professora i escriptora.
- Josep Galán Castañ (Fraga, 1948 - 2005): filòleg.
- Joaquín Costa (Montsó, 14 de setembre de 1846 – Graus, 8 de febrer de 1911): polític, jurista, economista i historiador.
- Javier Giralt Latorre (Barcelona, 1967): filòleg i professor.
- Antoni Griera Gaja (Sant Bartomeu del Grau, 1887 - 1973): eclesiàstic i filòleg.
- Günther Hänsch (1923): filòleg, catedràtic emèrit, exdirector del centre de llengües modernes de la universitat d'Augsburg.
- Antonia Martín Zorraquino (Saragossa, 1948): filòloga catedràtica.
- Héctor Moret Cuso (Mequinensa, 1958): filòleg i professor.
- Francho Nagore Laín (Saragossa, 1951): filòleg i professor.
- Juan José Pujadas: antropòleg i professor.
- Artur Quintana i Font
- Carlos Ángel Rizos Giménez
- Jean-Joseph Saroïhandy (Saint-Maurice-sud-Moselle, 13 de setembre de 1867 - París, 24 de juny de 1932): filòleg i hispanista.
- José Antonio Saura Rami (Eriste): filòleg.
- David Serrano Dolader: filòleg i professor.
- Ramón Sistac Vicén (Barcelona, 1958): filòleg i professor.
- Jesús Vázquez Obrador: filòleg i professor.

### Entitats socials

#### Partidaris
- Iniciativa Cultural de la Franja (ICF), formada l'any 2003 per:
  - Associació de Consells Locals de la Franja (ALF)
  - Centre d'Estudis Ribagorçans (CERIb)
  - Institut d'Estudis del Baix Cinca (IEBC)
  - Associació Cultural del Matarranya (ASCUMA)
- Acció Cultural del País Valencià (ACPV)
- Institució Cultural de la Franja de Ponent, fundada per exmilitants de ACPV, amb seu en Calaceit.
- Consello d'a Fabla Aragonesa
- Ligallo de Fablans de l'Aragonés
- Nogará
- Rolde d'Estudis Aragonesos

L'ICF representa la principal agrupació cultural de defensa i promoció de la llengua i literatura catalana a la Franja. A diferència de la FACAO, la qual no ha aconseguit suports per part d'institucions culturals públiques aragoneses, el IEBC i CERIb han rebut el suport explícit de l'Institut d'Estudis Altaragonesos i la ASCUMA d'Institut d'Estudis Terolencs. Les associacions pertanyents a l'ICF són els principals capdavanters de la reivindicació de la cooficialitat de la llengua catalana a la Franja. A través de la premsa aragonesa i sobretot la comarcal i local han debatut contínuament amb FACAO quina havia de ser la consideració de les modalitats lingüístiques de la Franja.

#### Detractors
El fet que en altres comunitats autònomes espanyoles es doni un conflicte lingüístic de semblant naturalesa ha provocat que els detractors de la unitat de la llengua catalana actuïn sota un mateix discurs i estiguin coordinats, per això, FACAO rep suport i reconeixement dels seus treballs i tesis lingüístiques, culturals i històriques per part d'agrupacions, associacions, etc, sorgides a partir del conflicte lingüístic valencià, encara que cal matisar que el debat lingüístic a la Franja no aconsegueix les mateixes dimensions que al País Valencià, limitant-se actualment a reduïts grups que giren entorn de l'activitat cultural local i comarcal en aquest territori.
- Plataforma No Parlem Català, conformada al seu torn per altres entitats que apareixen al llarg d'aquesta classificació.
  - FACAO
  - Rolde Choben
- Reial Acadèmia de Cultura Valenciana
- El Rat Penat (València)
- Acadèmi de sa Llengo Baléà
- Associació Cultural Cardona Vives (Castelló de la Plana)
- Acadèmia d'Estudis Històrics Baleàrics
- Centre Cultural Mallorquí
- Plataforma en Defensa de Sa Llengo Balear

### Segons les institucions públiques

#### Aragó

##### Dictamen de 1997
El dictamen d'una comissió especial d'estudi de les Corts d'Aragó sobre la política lingüística a Aragó va oferir les seves conclusions al novembre de 1997, en les quals s'al·ludia explícitament a l'existència a Aragó de tres llengües: el castellà, l'aragonès i el català.

##### Llei 2009
La Llei de Llengües d'Aragó de 2009 definia que els idiomes aragonès i català eren "llengües pròpies originals i històriques" d'Aragó. No obstant això, no declarava explícitament l'oficialitat d'aquests, tal com preveia que ho faria la llei de llengües segons disposava la Llei de Patrimoni Cultural Aragonés de 1999. Els inicis de la llei es remunten a l'any 2001 durant el govern de coalició PSOE-PAR, l'avantprojecte del qual recollia en el seu annex II els municipis que es podrien declarar de parla catalana i segons la llei aprovada és tasca del Consell Superior de Llengües d'Aragó.
Llista dels municipis que es declaren d'utilització predominant del català segons l'annex II de l'avantprojecte de Llei de Llengües del 2001:
- - Província d'Osca: Albelda, El Campell, El Torricó, Arenys de Lledó, Sanui i Alins, Baells, Valldellou, Benavarri, Bonansa, Camporrells, Castigaleu, Castellonroi, Estopanyà, Fraga, Isàvena, Lasquarri, Les Paüls, Monesma i Queixigar, Montanui, Peralta d'Alcofea, El Pont de Montanyana, Sant Esteve de Llitera, Sopeira, Tamarit de Llitera, Tremuja, Tor-la-Ribera, Torrent de Cinca, Vilella de Cinca, Vensilló, Beranui, Viacamp i Lliterà i Saidí
  - Província de Terol: Aiguaviva de Bergantes, Arenys de Lledó, Beseit, Bellmunt de Mesquí, Calaceit, La Canyada de Beric, La Sorollera, La Codonyera, Queretes, Fórnols de Matarranya, La Freixneda, Fondespatla, La Ginebrosa, Lledó d'Algars, Massalió, Mont-roig de Tastavins, Pena-roja, La Portellada, Ràfels, Torredarques, La Torre del Compte, La Torre de Vilella, Vall-de-roures, La Vall de Tormo i Valljunquera
  - Província de Saragossa: Favara de Matarranya, Faió, Maella, Mequinensa i Nonasp

##### Llei 2013
La Llei de Llengües de l'any 2013 va suposar una sèrie de canvis, éssent un dels més importants el canvi de denominació d'aquests dialectes del català com a llengua aragonesa pròpia de l'àrea oriental.

#### Catalunya
La Generalitat de Catalunya també considera a la zona de la Franja com de parla catalana.

#### Espanya
El Ministeri de Política Territorial deixa clar que es parla català, però no especifica on i es basa en els estudis realitzats pels governs d'Aragó i Catalunya.

#### Unió Europea
- La Unió Europea defensa el català a la Franja.[17]

### Partits polítics
Partits polítics favorables i partits polítics no favorables al reconeixement del català a la Franja de Ponent:
| Partidaris         | No Partidaris               |
| ------------------ | --------------------------- |
| PSOE-A             | Partit Aragonès             |
| CHA                | PP                          |
| IU                 | C'S                         |
| CiU / CDF (PDECAT) | Unitat Aragonesa (dissolt)  |
| PSC                | Democràcia Nacional d'Aragó |
| ERC                | Democràcia Nacional d'Aragó |
| CUP                | Democràcia Nacional d'Aragó |
| ICV-EUiA           | Democràcia Nacional d'Aragó |

## Llista de municipis catalanoparlants d'Aragó
Durant la V legislatura de les Corts d'Aragó es va presentar l'avantprojecte de Llei de llengües d'Aragó, on per primera vegada les institucions públiques aragoneses delimitaven l'àmbit territorial del català parlat a Aragó, a l'annex II de la disposició addicional segona, tot i que finalment els annexos, que també incorporaven la zona aragonofona, no fou inclòs en el text aprovat definitivament. A continuació es presenta la llista corresponent a l'avantprojecte:
| Municipi               | Extensió (km²) | Habitants (2007) | Habitants (2019) | Comarca         | Província | Destacat                                                                                                  |
| ---------------------- | -------------- | ---------------- | ---------------- | --------------- | --------- | --- |
| Aiguaviva de Bergantes | 42,2           | 703              | 514              | Baix Aragó      | Terol     | El més poblat del Baix Aragó                                                                              |
| Albelda                | 51,9           | 875              | 698              | Llitera         | Osca      | |
| el Campell             | 58,0           | 821              | 631              | Llitera         | Osca      | |
| el Torricó             | 32,4           | 1.457            | 1.417            | Llitera         | Osca      | El més densament poblat de la Llitera, d'Osca i de la Franja                                              |
| Areny de Noguera       | 119,3          | 322              | 313              | Ribagorça       | Osca      | |
| Arenys de Lledó        | 34,3           | 228              | 211              | Matarranya      | Terol     | |
| Sanui i Alins          | 51,2           | 178              | 168              | Llitera         | Osca      | |
| Baells                 | 39,8           | 129              | 104              | Llitera         | Osca      | |
| Valldellou             | 30,4           | 117              | 76               | Llitera         | Osca      | El menys poblat de la Llitera                                                                             |
| Beseit                 | 96,7           | 598              | 541              | Matarranya      | Terol     | |
| Bellmunt de Mesquí     | 34,0           | 142              | 113              | Baix Aragó      | Terol     | |
| Benavarri              | 157,1          | 1.167            | 1.124            | Ribagorça       | Osca      | El més poblat i més densament poblat de la Ribagorça                                                      |
| Bonansa                | 37,3           | 97               | 88               | Ribagorça       | Osca      | |
| Calaceit               | 81,3           | 1.126            | 994              | Matarranya      | Terol     | |
| Camporrells            | 26,7           | 219              | 134              | Llitera         | Osca      | |
| Castigaleu             | 26,5           | 119              | 84               | Ribagorça       | Osca      | El més petit de la Ribagorça                                                                              |
| Castellonroi           | 37,6           | 382              | 313              | Llitera         | Osca      | |
| Queretes               | 52,7           | 636              | 567              | Matarranya      | Terol     | |
| Estopanyà              | 88,7           | 198              | 120              | Ribagorça       | Osca      | |
| Favara de Matarranya   | 101,6          | 1.230            | 1.125            | Baix Aragó-Casp | Saragossa | El més densament poblat del Baix Aragó-Casp i de Saragossa                                                |
| Faió                   | 67,2           | 434              | 379              | Baix Aragó-Casp | Saragossa | El més petit i menys densament poblat del Baix Aragó-Casp i de Saragossa i el menys poblat del Baix Aragó |
| Fórnols de Matarranya  | 32,6           | 104              | 80               | Matarranya      | Terol     | El menys poblat de Matarranya i de Terol i el menys densament poblat de Matarranya                        |
| Fraga                  | 437,6          | 13.592           | 15.033           | Baix Cinca      | Osca      | El més gran i més poblat del Baix Cinca, d'Osca i de la Franja i el més densament poblat del Baix Cinca   |
| Fondespatla            | 39,0           | 342              | 284              | Matarranya      | Terol     | |
| Isàvena                | 118,5          | 293              | 235              | Ribagorça       | Osca      | |
| la Canyada de Beric    | 10,9           | 108              | 89               | Baix Aragó      | Terol     | El més petit del Baix Aragó i de la Franja i el menys poblat del Baix Aragó                               |
| la Sorollera           | 33,7           | 124              | 93               | Baix Aragó      | Terol     | |
| la Codonyera           | 21,0           | 361              | 336              | Baix Aragó      | Terol     | El més densament poblat del Baix Aragó                                                                    |
| la Freixneda           | 39,5           | 472              | 438              | Matarranya      | Terol     | |
| la Ginebrosa           | 80,1           | 239              | 194              | Baix Aragó      | Terol     | El més gran del Baix Aragó i el menys densament poblat del Baix Aragó i de Terol                          |
| la Portellada          | 21,4           | 276              | 235              | Matarranya      | Terol     | |
| Lasquarri              | 31,9           | 157              | 132              | Ribagorça       | Osca      | |
| les Paüls              | 81,6           | 287              | 230              | Ribagorça       | Osca      | |
| Lledó d'Algars         | 15,6           | 184              | 159              | Matarranya      | Terol     | El més petit de Matarranya                                                                                |
| Maella                 | 174,9          | 2.051            | 1.985            | Baix Aragó-Casp | Saragossa | El més gran i poblat del Baix Aragó-Casp                                                                  |
| Massalió               | 86,2           | 593              | 522              | Matarranya      | Terol     | |
| Mequinensa             | 307,2          | 2.480            | 2.324            | Baix Cinca      | Saragossa | El més gran i poblat del Baix Cinca i de Saragossa i el menys densament poblat del Baix Cinca             |
| Monesma i Queixigar    | 62,6           | 108              | 76               | Ribagorça       | Osca      | |
| Mont-roig de Tastavins | 79,2           | 338              | 340              | Matarranya      | Terol     | |
| Montanui               | 174,1          | 308              | 212              | Ribagorça       | Osca      | El més gran de la Ribagorça                                                                               |
| Nonasp                 | 111,4          | 1.056            | 961              | Baix Aragó-Casp | Saragossa | |
| Pena-roja              | 83,3           | 511              | 439              | Matarranya      | Terol     | |
| Peralta i Calassanç    | 114,9          | 252              | 210              | Llitera         | Osca      | El més gran y menys densament poblat de la Llitera                                                        |
| el Pont de Montanyana  | 48,6           | 152              | 89               | Ribagorça       | Osca      | |
| Ràfels                 | 35,6           | 153              | 138              | Matarranya      | Terol     | |
| Sant Esteve de Llitera | 71,9           | 497              | 535              | Llitera         | Osca      | |
| Sopeira                | 44,1           | 106              | 91               | Ribagorça       | Osca      | |
| Tamarit de Llitera     | 110,6          | 3.703            | 3.476            | Llitera         | Osca      | El més poblat de la Llitera                                                                               |
| Tolba                  | 59,0           | 193              | 121              | Ribagorça       | Osca      | |
| Torredarques           | 34,3           | 112              | 90               | Matarranya      | Terol     | |
| la Torre del Comte     | 19,5           | 172              | 120              | Matarranya      | Terol     | |
| Tor-la-ribera          | 32,1           | 119              | 101              | Ribagorça       | Osca      | |
| Torrent de Cinca       | 56,8           | 1.021            | 1.154            | Baix Cinca      | Osca      | |
| la Torre de Vilella    | 33,4           | 194              | 186              | Baix Aragó      | Terol     | El més petit y menys poblat del Baix Cinca                                                                |
| la Vall de Tormo       | 16,0           | 352              | 283              | Matarranya      | Terol     | El més densament poblat de Matarranya i de Terol                                                          |
| Vall-de-roures         | 124,0          | 2.189            | 2.425            | Matarranya      | Terol     | El més gran i poblat de Matarranya i de Terol                                                             |
| Valljunquera           | 41,8           | 411              | 330              | Matarranya      | Terol     | |
| Vilella de Cinca       | 16,5           | 482              | 461              | Baix Cinca      | Osca      | |
| Vensilló               | 10,4           | 458              | 389              | Llitera         | Osca      | El més petit de la Llitera, d'Osca i de la Franja                                                         |
| Beranui                | 63,8           | 106              | 82               | Ribagorça       | Osca      | |
| Viacamp i Lliterà      | 107,7          | 25               | 36               | Ribagorça       | Osca      | El menys poblat i menys densament poblat de la Ribagorça, d'Osca i de la Franja                           |
| Saidí                  | 92,6           | 1.827            | 1.763            | Baix Cinca      | Osca      | |
| 62 municipis d'Aragó   | 4.442,8        | 47.686           | 46.191           |                 |           | |

On es diu que un municipi és el més o el menys extens, poblat o densament poblat d'una comarca o província cal entendre que ho és dels pertanyents a la Franja, no a la totalitat de cada comarca o província.